# Klaus-Günther Mewes
Klaus-Günther Mewes (* 26. Januar 1954) ist ein ehemaliger deutscher Basketballspieler und -trainer. Er war deutscher Nationalspieler, trainierte den MTV Gießen in der Basketball-Bundesliga und die deutsche Damen-Nationalmannschaft.

## Laufbahn
Mewes spielte als Jugendlicher in der Nachwuchsabteilung des Hamburger TB und dann in der Herrenmannschaft des HTB in der Bundesliga. Im April 1974 er traf mit den Hamburgern im Endspiel des DBB-Pokals auf TuS 04 Leverkusen, man verlor aber deutlich mit 61:88.
1971 nahm er mit der Auswahl des Deutschen Basketball Bundes an der Kadetten-Europameisterschaft teil. Im August 1975 feierte Mewes seinen Einstand in der deutschen A-Nationalmannschaft und bestritt bis 1977 insgesamt 18 Länderspiele.
Von 1976 bis 1978 gehörte er zum Kader des Bundesligisten SSV Hagen. In der Saison 1978/79 stieg er mit der Herrenmannschaft des Hamburger TB in die Bundesliga auf und gehörte dort als Spielmacher zu den Leistungsträgern. Nachdem die Mannschaft 1981 aus der ersten Liga zurückgezogen worden war, fungierte Mewes in der zweiten Liga als Spielertrainer des HTB. Als solcher sorgte er im Dezember 1981 für Aufsehen, als er in einem Zweitligaspiel gegen die BG Hagen 45 Punkte erzielte. Nach dem Zweitliga-Abstieg mit dem HTB im Jahr 1982 war Mewes Spieler der Spielgemeinschaft, die der Verein in der Regionalliga mit dem TuS Alstertal bildete. 1983 wurde zunächst das Ende seiner Spielerlaufbahn verkündet, er schloss sich dann allerdings zur Saison 1983/84 dem TuS Alstertal in der Regionalliga an. Mewes war des Weiteren Jugendtrainer beim HTB. In den frühen 1980er Jahren war er kurzzeitig Vorsitzender der Basketballabteilung des Hamburger TB, das Amt gab er 1982 auf.
Von 1978 bis 1982 arbeitete er als Landestrainer des Hamburger Basketball Verbandes und absolvierte gleichzeitig an der Universität Hamburg ein Volkswirtschaftsstudium. Im November 1981 wurde er im Squash Hamburger Hochschulmeister. Zwischen 1985 und 1989 betreute Mewes die deutsche Damen-Basketballnationalmannschaft als Bundestrainer. Ebenfalls 1983 wurde er Mitglied in der Lehr- und Trainerkommission des Deutschen Basketball Bundes und sollte diese Tätigkeit jahrzehntelang ausüben.
Er trainierte ab 1989 die Bundesligamannschaft des MTV Gießen, ehe es im Laufe der Saison 1990/91 zur Trennung kam. Zu Beginn der 2000er Jahre betreute er die Herrenmannschaft des ASC Theresianum Mainz in der ersten Regionalliga als Trainer, anschließend bis 2006 die Mainzer Damen in der zweiten Bundesliga, von 2010 bis 2012 die zweite Herrenmannschaft der Skyliners Frankfurt in der 2. Bundesliga ProB und in der Saison 2013/14 die Rhein-Main Baskets in der Damen-Bundesliga. Zusätzlich zu seinen Trainerstellen war er ab 1991 in der Geschäftsstelle des Hessischen Tennisverbands als Sportsekretär tätig.